# Кринички (Борисовський район)
Кринички (біл. вёска Крынічкі) — село в складі Борисовського району Мінської області, Білорусь. Село підпорядковане Зачистівській сільській раді, розташоване в північно-східній частині області.